# José Daniel Guerrero
José Daniel Octavio Guerrero Rodríguez (Guadalajara, 17 giugno 1987) è un allenatore di calcio ed ex calciatore messicano, di ruolo centrocampista.

## Palmarès

### Club

#### Competizioni nazionali
- Campionato messicano: 2

Atlante: Apertura 2007
América: Apertura 2014

#### Competizioni internazionali
- CONCACAF Champions League: 3

Atlante: 2008-2009
América: 2014-2015, 2015-2016